# Lasionycta lagganata
Lasionycta lagganata es una especie de mariposa nocturna de la familia Noctuidae. Se conoce que habita solo en tres lugares en el suroeste de Canadá: los parques nacionales Banff y Waterton en Alberta, y en las montañas Purcell en el sudeste de Columbia Británica.
Es diurna y vuela sobre laderas de shale con vegetación escasa.
Los adultos vuelan desde mediados de julio hasta mediados de agosto.
- Datos: Q6493426
- Multimedia: Lasionycta lagganata / Q6493426
- Especies: Lasionycta lagganata